# Panola (comté de Sumter, Alabama)
Pour les articles homonymes, voir Panola.
Panola est un census-designated place situé dans l’État américain de l'Alabama, dans le comté de Sumter.

## Démographie
| 2010 | - | - | - | - | - |
| ---- | - | - | - | - | - |
| 144  | - | - | - | - | - |